# Cauloramphus californiensis
Cauloramphus californiensis är en mossdjursart som beskrevs av Soule, Soule och Chaney 1995. Cauloramphus californiensis ingår i släktet Cauloramphus och familjen Calloporidae. Inga underarter finns listade i Catalogue of Life.